# Yves Daoust
Yves Daoust (Longueuil, 1946. április 10. –) kanadai zeneszerző.

## Életútja
7 éves korában vette első zongoraleckéit Alice Vigeant-nál. 16 éves korában végezte első elektroakusztikus kísérleteit: a családi zongorát "preparálta" egy barátja  kísérleti keskenyfilmjének aláfestése érdekében. 19 éves korában alkotta meg az első egy óra időtartamú elektromos zenei művét egy amatőr színházi fesztiválon Berlinben előadásra került műhöz. 20 éves korában beiratkozott a konzervatóriumba, ahol előbb Irving Heller osztályába, majd zeneszerzéstanban  Gilles Tremblay osztályába járt.

## Díjai, elismerései
Életművéért 2009. december 2-án megkapta SergeGarant-díjat a Fondation Émile-Nelligan alapítványtól.

## Művei
- About Time (2005)
- Alice (2004)
- Bruits (1997-2001)
- Planète Baobab (1999)
- L'Entrevue (1991)
- Fantaisie (1986)
- Adagio (1986)
- La gamme (1981, 2000)
- Il était une fois (conte sans paroles) (1986)
- Impromptu (1994)
- Impromptu [mixte] (1995)
- Joie (1992)
- Maurice Blackburn, ou portrait d'un méconnu (1982-95)
- Mi bémol (1990)
- Objets trouvés (2002)
- Ouverture (1989)
- Petite musique sentimentale (1984)
- Quatuor (1979)
- Résonances (1992)
- Solo (2003)
- Suite Baroque (1989)
- Le temps fixé (2004)
- Valse (1981)
- Variations sur un air d'accordéon (1988)
- Water Music (1991)

## Diszkográfiája
- Bruits (empreintes DIGITALes, IMED 0156, 2001)
- Musiques naïves (empreintes DIGITALes, IMED 9843, 1998)
- Filmusique-Filmopéra avec Maurice Blackburn (Analekta, AN 7005/06, 1996)
- Anecdotes (empreintes DIGITALes, IMED 9106, 1991)